# Fomisar
Consejo Provincial para la Administración de los Fondos Mineros (FOMISAR) es el organismo estatal o entidad encargada de administrar los fondos mineros que recibe la provincia Sánchez Ramírez proveniente del contrato especial pactado entre el Estado dominicano y la empresa transnacional minera BarrickGold. La sede central de la entidad se encuentra en la ciudad de Cotuí.

## Fundación
FOMISAR fue creado por la Ley n.º 91-05 para fecha 26 de septiembre del 2000,para la administración de los fondos que refleja la provincia Sánchez Ramírez en el Contrato Especial de Arrendamiento de Títulos Mineros (CEAM) y sus enmiendas, firmados entre el Estado.

## Distribución de los Fondos Mineros
La ley estableció la proporcionalidad para la distribución de los recursos de la siguiente manera:
- Cuarenta por ciento (40%) será entregado al municipio cabecera de la provincia Sánchez Ramírez, Cotuí.
- Cuarenta por ciento (40%) se dividirá equitativamente basado en su densidad poblacional, para los demás municipios que conforman la provincia Sánchez Ramírez: municipios de Cevicos, Fantino y Villa La Mata y sus distritos municipales La Cueva, Angelina y la Bija, con sus respectivos parajes.
- Diez por ciento (10%) se especializará a proyectos de desarrollo sustentables en las secciones de Tocoa, Zambrana y Chacuey Maldonado.
- Diez por ciento (10%) restante se destinará a proyectos de desarrollo en Monseñor Nouel. Estos recursos serán asignados a la entidad que en dicha provincia administra los fondos mineros proveniente de la explotación de la Falconbridge Dominicana, S.A.